# Little Razorback
Little Razorback, auch Little Razorback Island, ist die östlichste und kleinste der Dellbridge-Inseln in der Antarktis und liegt in der Erebus Bay im Westen der Ross-Insel. Sie wurde zuerst während der Discovery-Expedition unter der Leitung von Robert Falcon Scott entdeckt. Da die Insel zwar kleiner ist, aber genau wie die Insel Big Razorback vom Aussehen her einem Wal (englisch razorback = Finnwal) ähnelt, wurde die Insel Little Razorback benannt. 